# Mandato del Pacifico meridionale
Il Mandato del Pacifico meridionale (南洋庁?, Nan'yō-chō) è stato il mandato giapponese della Società delle Nazioni composto da vari gruppi di isole (corrispondenti attualmente a Palau, Isole Marianne Settentrionali, Stati Federati di Micronesia e Isole Marshall) nell'oceano Pacifico che venne posto sotto l'amministrazione del Giappone dopo la sconfitta dell'Impero tedesco nella prima guerra mondiale.

## Storia

### Albori
In base agli accordi dell'Alleanza anglo-giapponese, dopo l'inizio della prima guerra mondiale, il Giappone dichiarò guerra alla Germania il 23 agosto 1914 e partecipò ad un'operazione congiunta con le forze britanniche nell'assedio di Tsingtao per la presa dell'insediamento tedesco nella provincia cinese di Shandong. La Marina imperiale giapponese fu incaricata di inseguire e distruggere lo squadrone tedesco dell'Asia orientale, nonché di proteggere le rotte di navigazione per gli approvvigionamenti alleati nell'Oceano Pacifico e Indiano.
Durante lo svolgimento di questa operazione, la Marina giapponese si impadronì, nell'ottobre 1914, dei possedimenti tedeschi nelle Isole Marianne, Caroline, Marshall e a Palau, per lo più senza incontrare alcuna resistenza.
Dopo la fine della prima guerra mondiale, come stabilito nel Trattato di Versailles, l'occupazione giapponese delle ex colonie tedesche in Micronesia a nord dell'equatore fu formalmente riconosciuta, e al Giappone fu assegnato un Mandato di Classe C.
In linea con i termini del mandato, il Giappone cercò di inglobare le isole come parte integrante del proprio impero, lanciando aggressivi programmi di sviluppo economico e immigrazione. Gli immigrati giapponesi, okinawani, coreani e taiwanesi alla fine arrivarono a superare gli isolani in un rapporto di due a uno.

### Guerra del Pacifico
Durante gli anni trenta, la Marina Giapponese cominciò la costruzione di campi d'aviazione, fortificazioni, porti e altri progetti militari nelle isole controllate secondo il mandato, vedendo le isole come "portaerei inaffondabili" con un ruolo chiave nella difesa delle isole giapponesi contro una potenziale invasione americana. Queste divennero importanti basi di partenza per gli attacchi aerei e navali giapponesi nella Guerra del Pacifico. Questo lavoro venne fatto in segreto, anche se non era una diretta violazione del trattato navale di Washington poiché tale accordo, secondo i termini contenuti nell'Articolo XIX, non risultava applicabile alle isole del mandato.
- Kwajalein fu una base principale a supporto dell'attacco di Pearl Harbor e della Battaglia dell'Isola di Wake.
- Palau fu di supporto per la campagna delle Filippine.
- Saipan supportò la battaglia di Guam.
- Truk divenne la base per le operazioni anfibie su Tarawa e Makin nelle Isole Gilbert, così come su Rabaul, nel mandato Australiano del Territorio della Nuova Guinea.
- Majuro fu utilizzata per gli attacchi aerei contro l'Isola Howland.
- Jaluit fu la base dalla quale la marina giapponese conquistò Nauru e l'Isola Ocean.

Oltre che per la loro importanza navale, l'Esercito imperiale giapponese utilizzò le isole per supportare i distaccamenti aerei e terrestri. La strategia del "salto della rana" (in inglese: "leapfrogging") utilizzata dall'esercito statunitense portò l'Impero giapponese a perdere il controllo dei suoi possedimenti nel Pacifico tra il 1943 e il 1945.
Il mandato della Società delle Nazioni fu formalmente revocato dalle Nazioni Unite nel luglio 1947, e gli Stati Uniti furono incaricati di governare le isole in base a un accordo di amministrazione fiduciaria con cui le Nazioni Unite istituirono il Territorio fiduciario delle Isole del Pacifico.

## Amministrazione
Militarmente ed economicamente, Saipan, nell'arcipelago delle Marianne, era l'isola più importante nel Mandato del Pacifico meridionale e divenne il centro del successivo insediamento giapponese. Un'altra importante isola era Truk nell'arcipelago delle Caroline, che fu fortificata dalla Marina imperiale giapponese rendendola un'importante base navale.

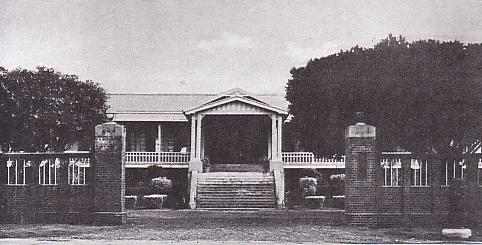
Quartier generale del Mandato del Pacifico meridionale a Saipan.

L'amministrazione del Mandato del Pacifico meridionale era gestita dalla Marina imperiale giapponese, che divise la regione in sei distretti amministrativi che riportavano al quartier generale della marina a Truk. Nell'aprile 1922, fu istituito un governo civile, nella forma di un dipartimento dell'amministrazione civile che riportava ancora al comandante della guarnigione navale locale in ciascuno dei sei distretti amministrativi: Saipan, Palau, Yap, Truk, Ponape e Jaluit.
Successivamente, il quartier generale del Mandato del Pacifico meridionale fu trasferito da Truk a Koror (Palau), e il suo governatore riportava direttamente al Primo ministro del Giappone. Tuttavia, in seguito all'istituzione di un Ministero degli Affari Coloniali nel giugno 1929, al governatore fu ordinato di riportare al ministro coloniale.
Quando gli affari coloniali furono assorbiti nel Ministero della Grande Asia orientale nel novembre 1942, la supremazia della Marina imperiale giapponese fu nuovamente riconosciuta nominando un ammiraglio come governatore. Inoltre, nel novembre 1943, i distretti amministrativi furono ridotti da sei a tre: Marianne, Truk e Palau.

## Importanza
La popolazione del Mandato del Pacifico meridionale era troppo esigua per assicurare mercati interessanti e gli indigeni avevano risorse finanziarie molto limitate per l'acquisto di beni d'importazione. Il valore principale del mandato per l'Impero giapponese era la sua localizzazione strategica, che permetteva di dominare le rotte marittime attraverso l'Oceano Pacifico e di fornire comodi scali di approvvigionamento per i velieri che avevano bisogno di acqua, frutta fresca, verdure e carne. Successivamente, le isole divennero importanti stazioni di rifornimento di carbone per le navi a vapore.

## Popolazione
I dati iniziali (1919-1920) sulla popolazione nei territori del mandato includevano circa 50.000 isolani indigeni. Il totale crebbe a 70.000 abitanti nel 1930 e ad oltre 80.000 nel 1933, in conseguenza dei giapponesi che si insediarono nelle isole. Nel censimento del dicembre 1939 la popolazione totale era di 129.104 persone, delle quali 77.257 erano giapponesi (inclusi quelli di etnia taiwanese e coreana), 51.723 isolani indigeni e 124 stranieri.

## Economia
I territori del mandato producevano significative quantità di canna da zucchero, banane, ananas, taro, noci di cocco e altri prodotti agricoli tropicali alla pari di Taiwan. Le isole fungevano inoltre da basi per la flotta giapponese da pesca.
Per quanto riguarda i prodotti minerari, in molte isole si estraevano fosfati ad uso agricolo, in particolare l'isola di Angaur, che ne produceva circa 60.000 tonnellate l'anno. La bauxite era un'altra parte della struttura economica della colonia, sebbene il minerale fosse presente solamente a Palau. Grandi quantità di perle, sia naturali sia coltivate, venivano raccolte dalle isole.
Le isole consentivano inoltre collegamenti aerei regolari per gli idrovolanti a lungo raggio come il Kawanishi H6K2-L ("Mavis") della Dai Nippon Koku KK.